# Sleepy Hollow (bande originale)
Pour les articles homonymes, voir Sleepy Hollow.
Albums de Danny Elfman
Ma mère, moi et ma mère
(2000) Family Man
(2000)
Sleepy Hollow - Music From The Motion Picture composé par Danny Elfman, est la bande originale, distribué par Hollywood Records, du film fantastique américain, Sleepy Hollow : La Légende du cavalier sans tête, du réalisateur Tim Burton, sortis en 1999. Ce film marque la 7e collaboration entre le réalisateur et le compositeur.

## Liste des titres
Toute la musique est composée par Danny Elfman.
| Titres  | Titres                   | Titres | Titres | Titres | Titres | Titres | Titres | Titres | Titres |
| No      | Titre                    | Durée  |        |        |        |        |        |        |        |
| ------- | ------------------------ | ------ | ------ | ------ | ------ | ------ | ------ | ------ | ------ |
| 1.      | Introduction             | 4:15   |        |        |        |        |        |        |        |
| 2.      | Main Titles              | 3:09   |        |        |        |        |        |        |        |
| 3.      | Young Ichabod            | 1:20   |        |        |        |        |        |        |        |
| 4.      | The Story...             | 4:28   |        |        |        |        |        |        |        |
| 5.      | Masbath's Terrible Death | 1:35   |        |        |        |        |        |        |        |
| 6.      | Sweet Dreams             | 1:11   |        |        |        |        |        |        |        |
| 7.      | A Gift                   | 2:26   |        |        |        |        |        |        |        |
| 8.      | Into the Woods/The Witch | 3:32   |        |        |        |        |        |        |        |
| 9.      | More Dreams              | 1:42   |        |        |        |        |        |        |        |
| 10.     | The Tree of Death        | 9:36   |        |        |        |        |        |        |        |
| 11.     | Bad Dream/Tender Moment  | 3:33   |        |        |        |        |        |        |        |
| 12.     | Evil Eye                 | 3:43   |        |        |        |        |        |        |        |
| 13.     | The Church Battle        | 3:33   |        |        |        |        |        |        |        |
| 14.     | Love Lost                | 5:16   |        |        |        |        |        |        |        |
| 15.     | The Windmill             | 6:18   |        |        |        |        |        |        |        |
| 16.     | The Chase                | 3:11   |        |        |        |        |        |        |        |
| 17.     | The Final Confrontation  | 4:16   |        |        |        |        |        |        |        |
| 18.     | A New Day!               | 1:29   |        |        |        |        |        |        |        |
| 19.     | End Credits              | 3:17   |        |        |        |        |        |        |        |
| 1:07:50 |                          |        |        |        |        |        |        |        |        |

## Autour de l'album
- L'album remporta les récompenses pour la meilleure musique de film 2000 aux Saturn Awards et aux Satellite Awards, ainsi qu'une nomination dans la même catégorie lors des Sierra Awards de la même année.
- Le thème principal est toujours le même mais est repris à travers différentes orchestrations et harmonisations au cours des différents morceaux qui composent l'album. Elfman fait un usage considérable des bois (contrebasson, clarinette contrebasse), des cuivres (tuba wagnérien, cimbasso) et d'un chœur au registre grave pour souligner la tension et le côté sinistre et surnaturel du film tout en disséminant par moments des morceaux plus éthérés et romantiques.